# Conselleria d'Hisenda de la Xunta de Galícia
La Conselleria d'Hisenda de la Xunta de Galícia (en gallec consellería de Facenda) és una conselleria de la Xunta de Galícia que s'ocupa de la preparació i gestió dels pressuposts de Galícia i de la recaptació d'impostos.

## Història
La conselleria d'Hisenda va rebre aquest nom des d'abril de 2009, amb el govern d'Alberto Núñez Feijoo. Aquest nom també el va dur entre març i setembre de 1983. Anteriorment fou denominada conselleria d'Economia i Finances o també com Economia i Hisenda, i integrava també les competències en promoció econòmica. Durant un determinat període entre 1983 i 1984 es va ocupar també de les competències sobre comerç.

## Estructura interna

### Secretaries i direccions generals
Endemés de la necessària Secretaria General de la conselleria (ocupada des de 2012 per Socorro Martín Hierro), la conselleria d'Hisenda compta amb les següents direccions generals:
- Intervenció general: Almudena Chacón (amb rang de direcció general)
- Direcció general de Pressuposts: Miguel Corgos López-Prado
- Direcció general de Tributs: Carlos Enrique Rodríguez Sánchez
- Direcció general de Planificació i fons: Francisco Javier Rodríguez Seijo
- Direcció general de Funció pública: José María Barreiro Díaz
- Direcció general de Política financera i Tresoro Eugenio García Lalinde

### Altres organismes dependents
- Instituto Galego de Estatística.
- Tribunal Galego de Defensa da Competencia
- Centro Informático para a Xestión Tributaria, Económico-Financeira e Contable
- Consello Económico e Social

## Consellers
- Carlos Otero Díaz (1981-1983) - Conselleria d'Economia i Finances, i després conselleria d'Hisenda.
- Carlos Mella (1983-1984) - Conselleria d'Economia, Hisenda i Comerç.
- Xaime Trebolle (1984-1986)
- Ángel Mario Carreño (1986-1986)
- Xosé Antón Orza (1985-1986)
- Carlos Otero Díaz (1986-1987)
- Fernando Salgado García (1987-1989)
- Xosé Antón Orza (1989-2005)
- Xosé Ramón Fernández Antonio (2005-2009)
- Marta Fernández Currás (2009-2011) - Conselleria d'Hisenda.
- Elena Muñoz (2012-2015)
- Valeriano Martínez García (2015-)